# Echinorhynchus monticelli
Echinorhynchus monticelli är en hakmaskart som beskrevs av Pietro Porta 1904. Echinorhynchus monticelli ingår i släktet Echinorhynchus och familjen Echinorhynchidae. Inga underarter finns listade i Catalogue of Life.